# Glebionis coronaria
Glebionis coronaria (хризантема увінчана як Chrysanthemum coronarium L.) — вид квіткових рослин родини айстрові (Asteraceae).

## Опис
Однорічна трав'яниста рослина, яка досягає висоти від 30 до 80 см. Листові пластинки у довжину від 3 до 5,5 см, у ширину від 1,5 до 3 см. Поодинокі квіткові головки мають діаметр від 3 до 6 см. Квіточки жовті. Променеві квіточки завдовжки від 1,5 до 2,5 см. Ребристі сім'янки довжиною від 2,5 до 3 мм і не мають пухнастих відростків. Час цвітіння залежить від місцевих кліматичних умов.

## Поширення
Батьківщина: Північна Африка: Алжир; Єгипет; Лівія; Марокко; Туніс. Західна Азія: Кіпр; Іран; Ізраїль; Йорданія; Ліван; Сирія; Туреччина; Пакистан. Європа: Боснія і Герцеговина; Греція; Італія; Франція; Португалія; Гібралтар; Іспанія. Натуралізований: Європа: Білорусь, Молдова, Росія — європейська частина, Україна, Австрія, Норвегія, Об'єднане Королівство, Хорватія; Північна Америка: США (Аризона, Каліфорнія), Мексика; Південна Америка: Чилі, Уругвай. Культивується широко.

## Використання
Використовується як листовий овоч. Містить вітаміни (фолієва кислота) і кальцій. У Кореї з листя готують млинці та намуль. Має гіркуватий смак.
У Китаї використовується проти болів у шлунку і кашлю. В Індії використовується для лікування гонореї.

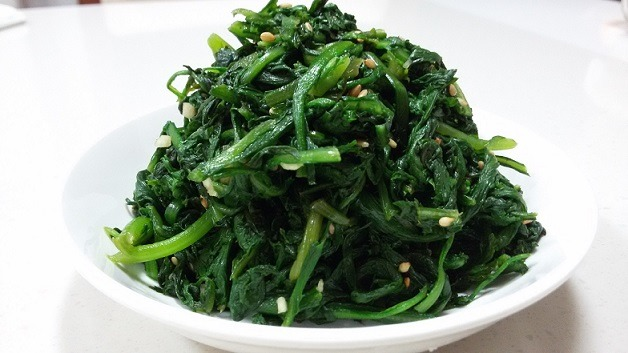
Корейський намуль з рослини
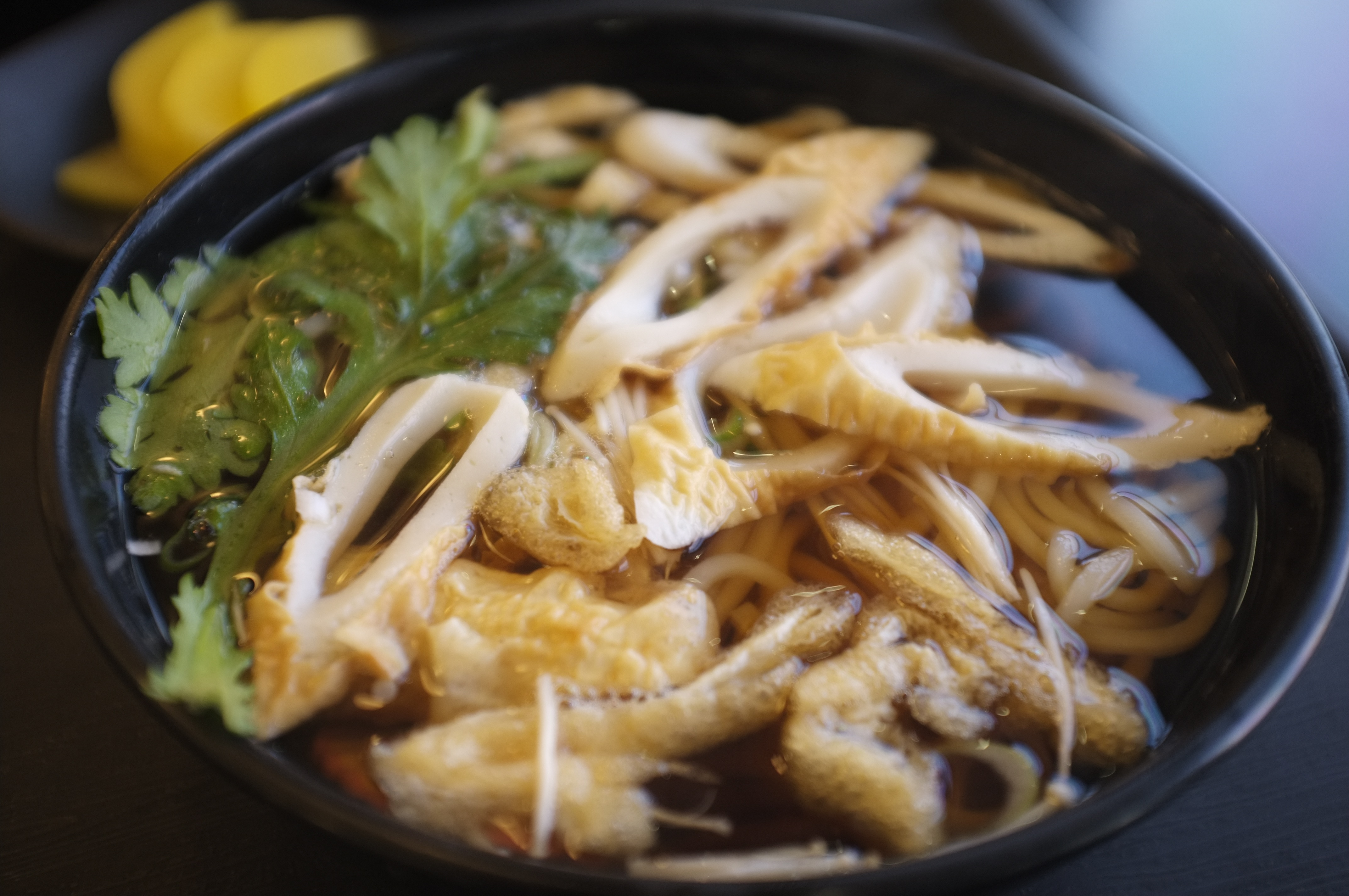
Удон з Glebionis coronaria

## Галерея

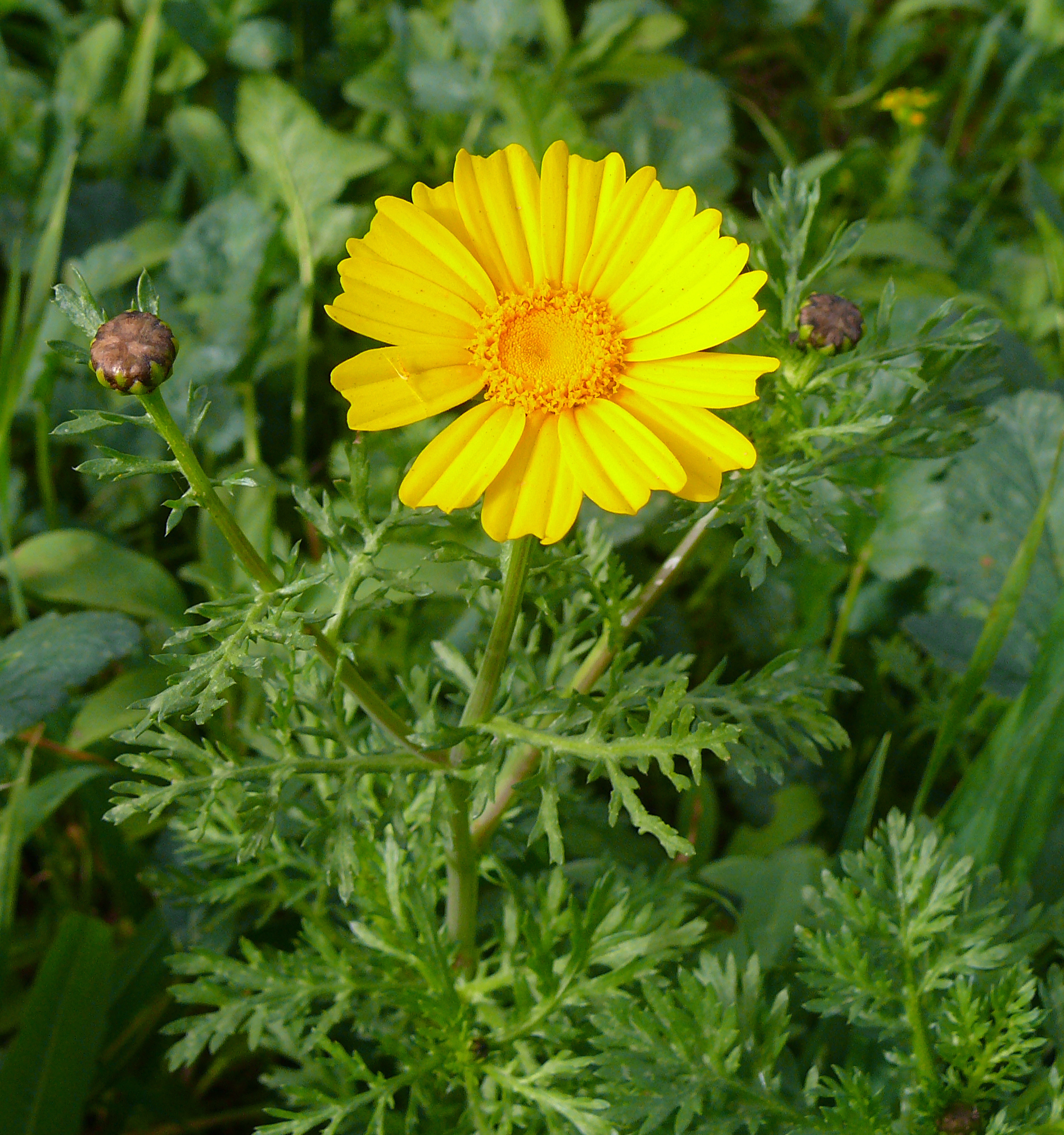
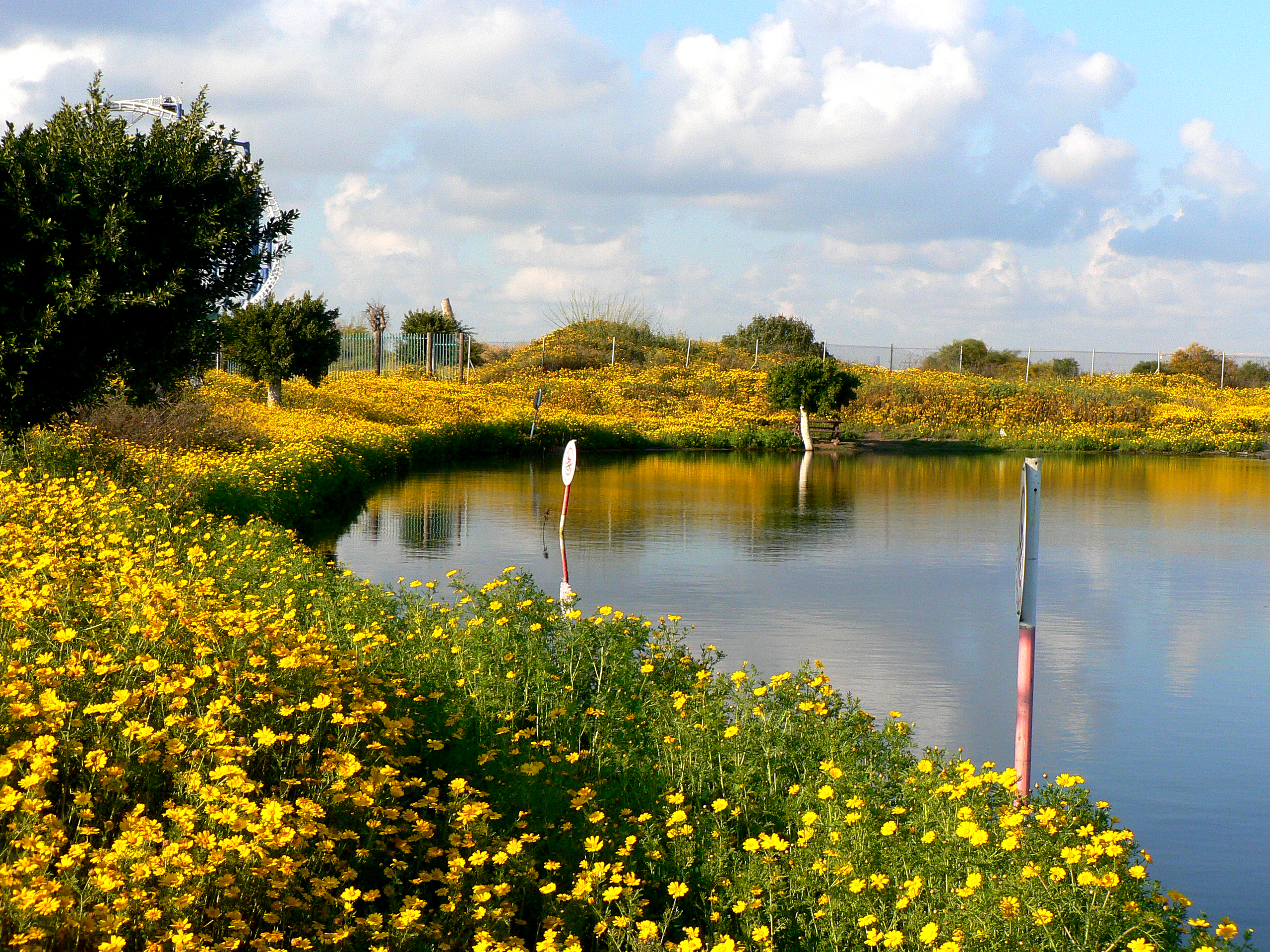
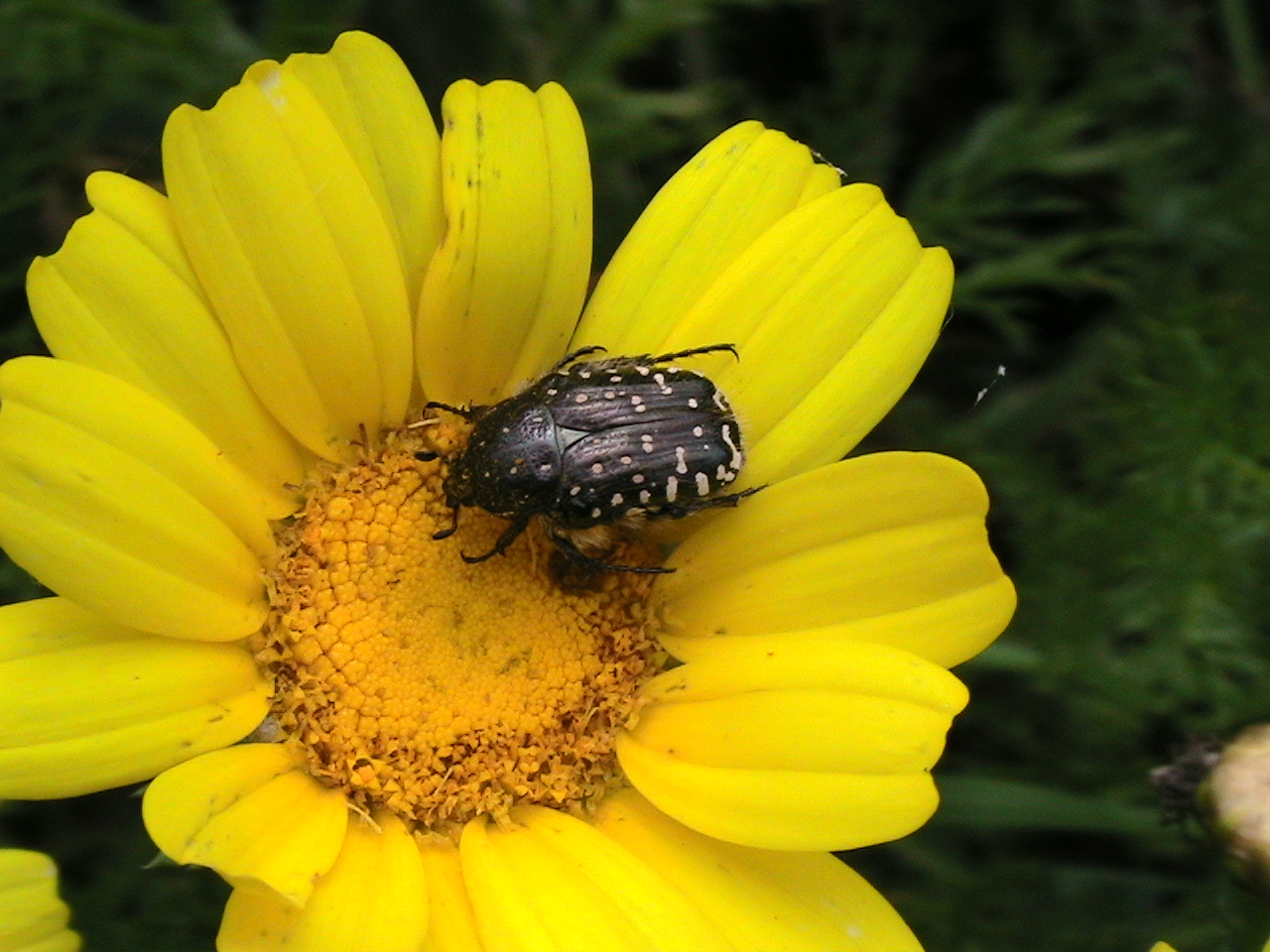
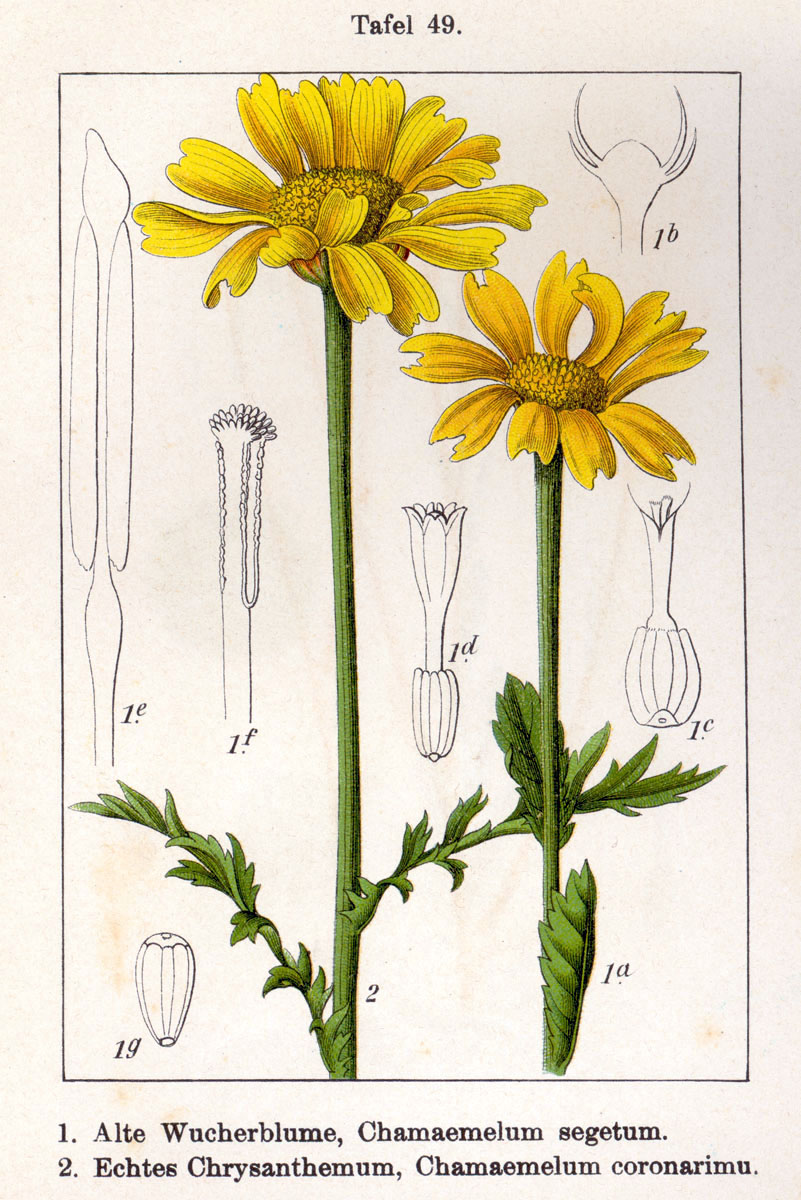